# 新哈莫尼 (密蘇里州)
新哈莫尼（英語：New Harmony）是位於美國密蘇里州派克縣的非建制地區。

## 歷史
新哈莫尼的郵局於1858年設立，其後於1904年停運。

## 地理
新哈莫尼所處的海拔為高於海平面213米（即699英呎），而該地所採用的時區為UTC-6，即北美中部時區（CST）。同時該地設有夏令時間，為UTC-6調快一小時，即UTC-5（CDT）。